# Andrew Teuten
Andrew Christopher Teuten Ponzoni, noto semplicemente come Andrew Teuten (Montevideo, 20 luglio 1998), è un calciatore uruguaiano, difensore dei Montevideo Wanderers.

## Caratteristiche tecniche
È un terzino sinistro.

## Carriera
Cresciuto nel settore giovanile del Montevideo City Torque, ha debuttato in prima squadra il 28 marzo 2018 disputando l'incontro di Segunda División Profesional pareggiato 1-1 contro il Boston River.

## Palmarès

### Club

#### Competizioni nazionali
- Segunda División Profesional de Uruguay: 1

Montevideo City Torque: 2019